# جون بيتاني
جون بيتاني (بالإنجليزية: John Bettany)‏ (16 ديسمبر 1937 - ) هو لاعب كرة قدم بريطاني في مركز الوسط. لعب مع نادي بارنسلي ونادي روذرهام يونايتد وهدرسفيلد تاون ونادي جوول ‏.

## وصلات خارجية
- جون بيتاني على موقع قاعدة بيانات كرة القدم.إي يو (الإنجليزية)